# Революционное движение 14 июня
Революционное движение 14 июня (исп. Movimiento Revolucionario 14 de Junio) — доминиканская леворадикальная партизанская организация, боровшаяся против диктатуры Рафаэля Трухильо. Первоначально носила название Политическое объединение 14 июня (исп. Agrupación política 14 de junio). Дата указывает на день высадки членов движения на территорию Доминиканской республики 14 июня 1959.

Одним из руководителей движения был Мануэль Таварес Хусто — муж национальной героини Доминиканской республики Минервы Мирабаль (одной из сестёр Мирабаль, казнённых диктатором).